# Georg Gottfried Treviranus
Georg Gottfried Treviranus (Bremen, 12 januari 1788  - aldaar, 22 augustus 1868) was predikant van de Bremer opwekkingsbeweging en medeoprichter van de Interne zending (Inneren Mission), de Evangelische Alliantie en het Duitse Evangelische Kerkcongres.

## Biografie
Georg Treviranus werd geboren als zoon van de koopman en makelaar Gottfried Reinhold Treviranus en zijn vrouw Gesine Judith Treviranus Duckwitz. Ondanks het beroep van de vader behoorde de familie van vaderskant tot een invloedrijke familie van predikanten waarvan de oorsprong teruggaat tot de 16e eeuw teruggaat. Hij was een neef van de burgemeester van Bremen en oprichter van Bremerhaven Johann Smidt. 
In 1802 ontving Treviranus in de kerk van St Ansgari de confirmatie van Pastor Petri, die dicht bij de Verlichting stond. Net als zijn vader leerde hij eerst het vak van koopman en werkte hij ook vier jaar als koopman. Daarna studeerde hij aan het Bremen Gymnasium Illustre en vanaf 1808 aan de Universiteit van Göttingen en later aan de Universiteit van Tübingen. In Göttingen studeerde hij onder meer bij de kerkhistoricus Gottlieb Jakob Planck en kreeg hij voor het eerst een Duitstalige bijbel. De verhuizing naar Tübingen was ingegeven door het feit dat hij de studies in Göttingen te rationalistisch vond. In 1810, terwijl hij nog studeerde in Tübingen, werd Treviranus door de Bremer Senaat tot predikant gekozen in de Grambke-Mittelsbühren- parochie, hoewel hij in het wintersemester van 1810/1811 nog in Göttingen studeerde.
Na zijn terugkeer in Bremen deed hij op 23 april 1811 examen voor het hervormde departement van Bremen en op 28 april 1811 volgde zijn proefpreek. Hij werd gewijd op 1 mei 1811 en voorgesteld aan de gemeente Grambke-Mittelsbühren op 18 mei 1811 door de Gröpelingen pastoor Büsing. Tijdens zijn tijd in Grambke-Mittelsbühren bestudeerde hij intensief het Oude Testament en de geschriften van de revivalist Gottfried Menken. Op de 25 september 1814 werd Treviranus gekozen tot tweede predikant in de parochie St. Martini naast Menken. In 1815 trouwde hij met Mathilde Castendyk, de dochter van een Bremer senator. Uit het huwelijk kwamen tien kinderen voort, van wie er vijf in hun eerste levensjaren stierven.
In de parochie St Martini werkte hij samen met Menken tot 1825.  Na het vertrek van Menken werd hij in oktober 1826 tot eerste predikant van de kerk gekozen. In 1846 reisde hij naar Londen om de Evangelische Alliantie op te richten en in 1846 nam hij deel aan het Wittenberg Kerkcongres, wat leidde tot de oprichting van het Duitse Evangelische Kerkcongres. Dit congres bestond van 1848 tot 1872. In 1852 was Treviranus betrokken bij de oprichting van de Inner Mission.
In 1861 ontving Treviranus eredoctoraten van de universiteiten van Göttingen en Berlijn.

## Zijn werken
Terwijl veel van zijn voorgangers (o.a. Gottfried Menken, Friedrich Ludwig Mallet en Johann Heinrich Bernhard Dräseke) zich onderscheidden als predikanten, werkte Treviranus vooral door het aangaan en onderhouden van persoonlijke, vaak zeer ingrijpende, relaties, uitgebreide verenigingsactiviteiten en had hij een aanzienlijk organisatorisch talent.
Zo was hij betrokken bij de e oprichting van de kleine vrouwenvereniging in 1814 en de grote vrouwenvereniging in 1816, een vereniging voor vrijgelaten gevangenen in 1837 en 1840/41 bij een mannelijk ziekenfonds. Tien jaar lang leidde hij de vereniging voor de protestantse Duitsers in (Noord)Amerika. In totaal was hij betrokken bij de oprichting van 20 verenigingen. Met de "Ellener Hof" creëerde hij in 1846/1847 een tehuis voor verwaarloosde kinderen naar het model van het Rauhe Haus in Hamburg. Onder de indruk van de revolutie van 1848 richtte hij in 1849 in Bremen de vereniging voor de interne zending op. In 1850 werd hij voorzitter van de Inner Mission.
Treviranus voerde een uitgebreide correspondentie met de vertegenwoordigers van de opwekkingsbeweging en met de Duitse Christelijke Vereniging in Basel. Als secretaris van de Bremen bijbel genootschap onderhield hij contacten met het Britse bijbel genootschap in Londen. Hij onderhield ook een levendige en uitgebreide correspondentie met de leiders van de Bazelse zendingsbeweging zoals Wilhelm Hoffmann, Friedrich Joseph Josenhans en Johann Christoph Blumhardt. Vermeldenswaard is ook de uitgebreide en vriendschappelijke correspondentie met Johann Hinrich Wichern.
Treviranus publiceerde talloze artikelen, met name in de Bremer Kerkbode.
Samen met Friedrich Ludwig Mallet en Gottfried Menken gold hij als een “driemanschap van grote geloofsijveraars".

## Diversen
Friedrich Engels woonde van 1839 tot 1841 in het huis van Georg Treviranus tijdens zijn handelsopleiding in Bremen.